# 基斯通 (北達科他州)
基斯通（英語：Keystone）是位於美國北達科他州迪基縣的鬼鎮。

## 歷史
基斯通的郵局於1882年設立，其後於1886年停運。

## 地理
基斯通所處的海拔為高於海平面449米（即1473英呎），而該地所採用的時區為UTC-7，即北美山地时区（MST）。同時該地設有夏令時間，為UTC-7調快一小時，即UTC-6（MDT）。